# Marumba echephron
Marumba echephron är en fjärilsart som beskrevs av Jean Baptiste Boisduval 1875. Marumba echephron ingår i släktet Marumba och familjen svärmare. Inga underarter finns listade i Catalogue of Life.